# Poczta polowa

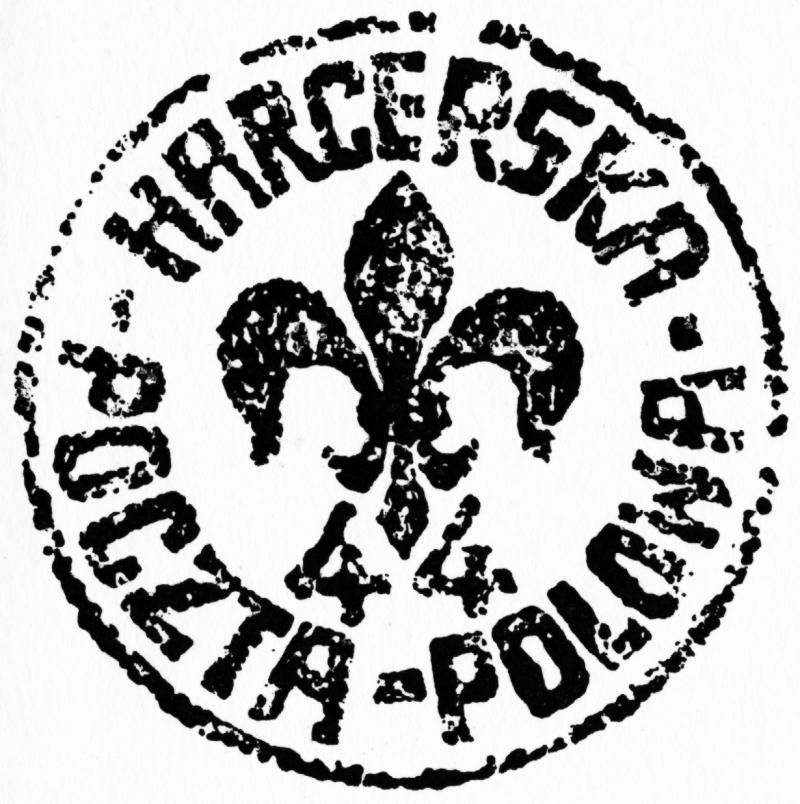
Odcisk kauczukowej pieczęci urzędu Warszawa Śródmieście Południe używanej w dniach 10-20 sierpnia 1944 r.

Poczta polowa – poczta, najczęściej wojskowa, zapewniająca w czasie wojny jednostkom wojskowym i żołnierzom wymianę korespondencji z przełożonym, ludnością cywilną i między żołnierzami. W warunkach konspiracji to poczta działająca poza oficjalnym obiegiem pocztowym. Poczta polowa jest także organizowana na zlotach i obozach harcerskich.
Do poczty polowej nie zalicza się niezorganizowanego przekazywania przesyłek, oraz niekontrolowanej korespondencji więziennej – grypsów.
W warunkach bojowych obowiązuje cenzura oraz jawność korespondencji, ale od żołnierzy nie są pobierane opłaty. W konspiracji przeważnie opłata ogranicza się do dobrowolnych datków, czasem w naturze. Także listy mogą być pisane w dowolnej formie. Np. na zwykłych kartkach bez kopert. W razie potrzeby, szczególnie działając w warunkach konspiracji, przy przekazywaniu korespondencji posługuje się metodami nielegalnymi np. przemytem przez linię frontu.
Poczta polowa posiada swoje pieczęcie czasem z kodem poczty (jednostki wojskowej) zamiast adresu. Bardzo rzadko wydaje własne znaczki, często ograniczając się do samych nadruków. Poczty działające w konspiracji wydają znaczki o silnym wydźwięku patriotycznym, narodowym, lub popierającym głoszone idee, stając się częścią propagandy.
Najbardziej znaną polską pocztą polową jest Harcerska Poczta Polowa z powstania warszawskiego.

## Harcerskie poczty polowe
- Poczta Narodowa we Lwowie (1914)
- Tajna Poczta Skautowa w Łodzi (1914)
- Harcerska Poczta Leśna w Białej Podlaskiej (1943)
- Harcerska Poczta Polowa w Warszawie (1944)
- Polska Poczta Międzyobozowa w Lubece (1945)

## Poczty polowe Wojska Polskiego
8 listopada 1918 dotychczasowy Urząd Poczty Polowej nr 180 (Urząd pocztowy nr 1, oddział dla wojska) przy ul. Potockiego w Krakowie został organem pocztowym Wojska Polskiego.
24 stycznia 1919 kierownik Ministerstwa Spraw Wojskowych, płk Jan Wroczyński „ustanowił pocztę polową dla ułatwienia transportu przesyłek pocztowych z frontu do kraju i odwrotnie”, zatwierdził „Instrukcję dla Poczt Polowych” oraz etaty: Centralnego Zarządu Poczt Polowych, Głównej Poczty Polowej, Cenzury wojskowej, Głównej Poczty Frontowej oraz Liczbowej Poczty Polowej (przy dywizji piechoty). Poczta polowa podlegała służbowo Ministerstwu Spraw Wojskowych, a pod względem technicznym Ministerstwu Poczt i Telegrafów. Ilość „Liczbowych Poczt Polowych” określał szef Sztabu Generalnego.
Urzędnicy pocztowi w czasie pełnienia służby w pocztach polowych posiadali status urzędników wojskowych, podlegali dyscyplinie i sądownictwu wojskowemu oraz składali przysięgę wojskową. Pracownicy poczt polowych byli zobowiązani do noszenia uniformów wojskowych. Dla oznaczenia rodzaju służby na lewym rękawie uniformu nosili naszytą trąbkę pocztową z sukna ciemnozielonego.
Centralny Zarząd Poczt Polowych w Warszawie przy Ministerstwie Poczt i Telegrafów
- szef – radca ministerialny Jan Moszczyński[2]

Główna Poczta Polowa w Warszawie
- szef – urzędnik VI kat. Jan Kalędkiewicz[2]

Cenzura Wojskowa przy Głównej Poczcie Polowej w Warszawie
- naczelnik –
- zastępca naczelnika – (czasowo) b. protmist. Jan Matulewski[2]

Główna Poczta Frontowa Nr I w Przemyślu
- naczelnik – starszy oficjał pocztowy Stanisław Biegański

Główna Poczta Frontowa Nr II we Lwowie
- naczelnik – starszy oficjał pocztowy Franciszek Kulma

Główna Poczta Frontowa Nr III w Lublinie
- naczelnik – starszy oficjał pocztowy Antoni Milli[3] †19 XI 1919 w Lublinie jako podpułkownik WP i dowódca poczty.

6 lutego 1919 kierownik MSWojsk., płk Jan Wroczyński przydzielił personel wojskowy i cywilny:
- Centralnego Zarządu Poczt Polowych, Głównej Poczty Polowej i Cenzury Wojskowej przy Głównej Poczcie Polowej do Intendentury Dowództwa Okręgu Generalnego „Warszawa”,
- Głównej Poczty Frontowej Nr I w Przemyślu i Głównej Poczty Frontowej Nr II we Lwowie do Intendentury Naczelnego Dowództwa Wojsk Polskich na Wschodnią Galicję,
- Głównej Poczty Frontowej Nr III w Lublinie do Intendentury Dowództwa Okręgu Generalnego „Lublin”[4].

Armia Wielkopolska (w nawiasach numery nadane po scaleniu z Wojskiem Polskim)
- główna poczta polowa w Poznaniu (Główna Poczta Polowa Nr VII w Poznaniu)
- poczta polowa nr 1 Wągrowiec (poczta polowa nr 48)
- poczta polowa nr 2 Grodzisk (poczta polowa nr 49)
- poczta polowa nr 3 Jarocin (poczta polowa nr 50)
- poczta polowa nr 4 Inowrocław (poczta polowa nr 51)
- poczta polowa nr 5 (poczta polowa nr 52)

Referat Poczty Polowej Oddziału IV Kwatermistrzostwa Sztabu Generalnego WP (od 4 II 1919)
Centralny Zarząd Poczt Polowych przy Naczelnym Dowództwie WP (1920) – płk Jakub Salicki.
Według „Ordre de bataille armii na froncie w dniu 25 kwietnia 1920” do związków operacyjnych oraz wielkich jednostek piechoty i jazdy przydzielonych było 30 poczt polowych:

- poczta polowa nr 12 przy 5 Dywizji Piechoty,
- poczta polowa nr 14 przy 2 Brygadzie Jazdy,
- poczta polowa nr 18 przy 8 Dywizji Piechoty,
- poczta polowa nr 19 przy 7 Dywizji Piechoty,
- poczta polowa nr 20 przy 3 Dywizji Piechoty Legionów,
- poczta polowa nr 22 przy 4 Dywizji Piechoty,
- poczta polowa nr 23 przy 5 Brygadzie Jazdy,
- poczta polowa nr 23 (?) przy 1 Dywizji Litewsko-Białoruskiej,
- poczta polowa nr 24 przy 9 Dywizji Piechoty,
- poczta polowa nr 25 przy Dywizji Jazdy gen. Romera,
- poczta polowa nr 26 przy 2 Dywizji Piechoty Legionów,
- poczta polowa nr 27 przy 1 Dywizji Piechoty Legionów,
- poczta polowa nr 28 przy 6 Dywizji Piechoty,
- poczta polowa nr 29 przy 13 Dywizji Piechoty,
- poczta polowa nr 29 (?) przy 4 Brygadzie Jazdy,
- poczta polowa nr 30 przy 11 Dywizji Piechoty,
- poczta polowa nr 32 przy 12 Dywizji Piechoty,
- poczta polowa nr 33 przy 18 Dywizji Piechoty,
- poczta polowa nr 35 przy 10 Dywizji Piechoty,
- poczta polowa nr 36 przy 1 Brygadzie Jazdy,
- poczta polowa nr 44 przy 3 Brygadzie Jazdy,
- poczta polowa nr 45 (?) przy 7 Brygadzie Jazdy,
- poczta polowa nr 46 przy 2 Dywizji Litewsko-Białoruskiej,
- poczta polowa nr 48 przy 15 Wielkopolskiej Dywizji Piechoty,
- poczta polowa nr 50 przy 17 Wielkopolskiej Dywizji Piechoty,
- poczta polowa nr 52 przy 14 Wielkopolskiej Dywizji Piechoty,
- poczta polowa nr 53 przy Naczelnym Dowództwie WP,
- poczta polowa nr 54 przy 3 Armii w Żytomierzu,
- poczta polowa nr 55 przy Grupie Operacyjnej płk. Rybaka,
- poczta polowa nr 56 przy Grupie Operacyjnej gen. Rydza,

a ponadto
- Główna Poczta Polowa nr I przy 1 Armii w m. Głębokie,
- Główna Poczta Polowa nr II przy 2 Armii w m. Szepetówka,
- Główna Poczta Polowa nr IV przy 4 Armii w Mińsku,
- Główna Poczta Polowa nr VI przy 6 Armii w Płoskirowie,
- Główna Poczta Polowa nr VII przy 7 Armii w Wilnie[5].

31 marca 1922 roku zostały zlikwidowane Poczty Polowe Nr 23 i 72. Od 1 kwietnia tego roku Dowództwo Grupy Bieniakonie i podległe mu oddziały przeszły „pod obsługę cywilnych pocztowych w swych miejscach postoju”.
Naczelny dyrektor poczty polowej w Sztabie Naczelnego Wodza (1939) – ppłk Henryk Doskoczyński

## Poczty wojskowe w czasie II wojny światowej

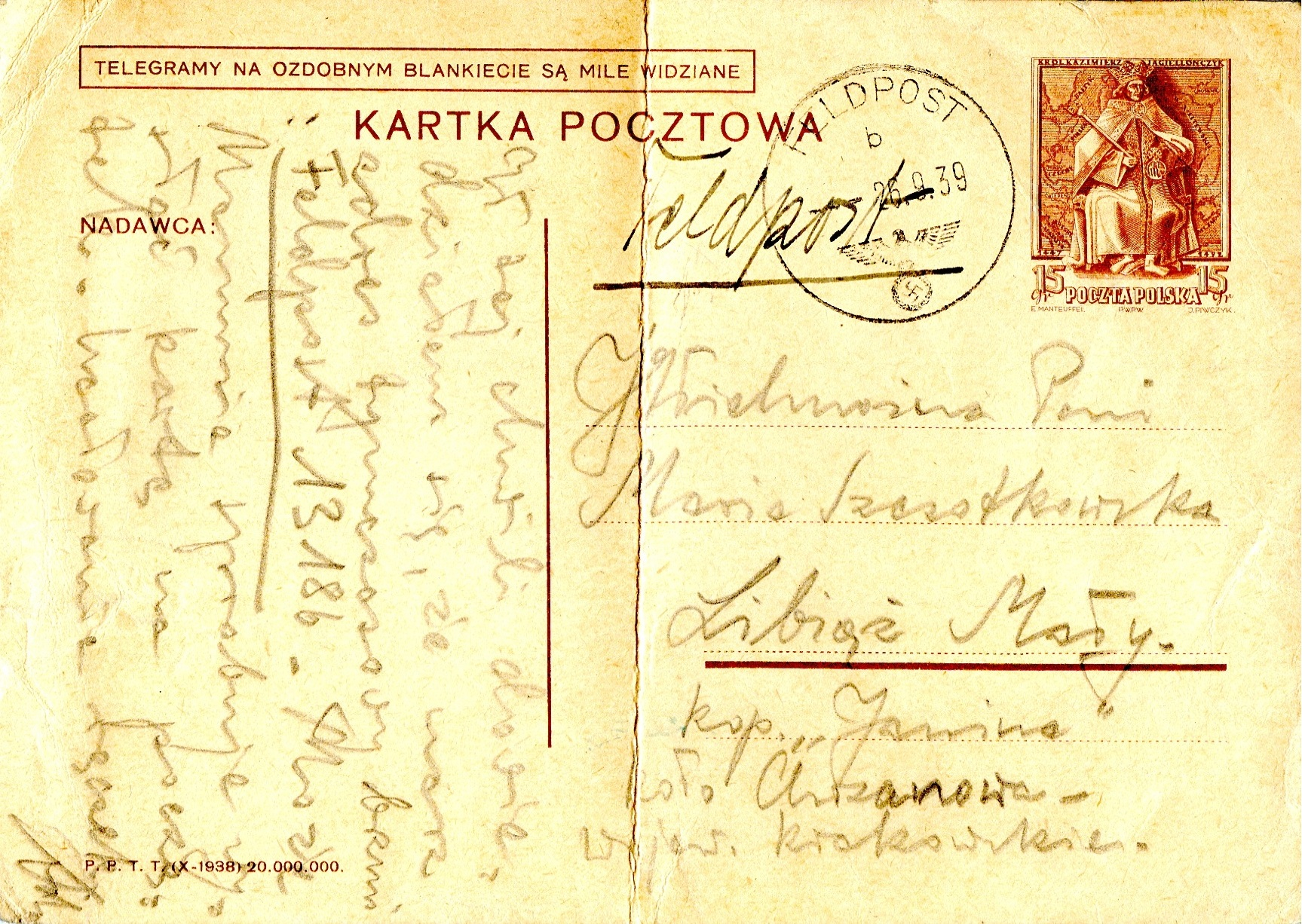
Karta wysłana niemiecką pocztą polową z Krakowa przez polskiego jeńca do rodziny w kraju, wrzesień 1939

- Poczta Wojskowa we Francji i Anglii
- Poczta II Korpusu
- Poczta Osiedli Polskich w Italii
- Poczta Polowa 1 Dywizji Piechoty na Terenie ZSSR 1943-45
- Poczta dla Polaków Internowanych w Szwajcarii

## Poczty „Solidarności”
Podczas obowiązywania w Polsce stanu wojennego w latach 1981-1983 oraz w po jego zakończeniu, działające w kraju organizacje podziemne wydawały i rozprowadzały „cegiełki” w formie znaczków pocztowych. Środki pozyskane ze sprzedaży tych znaczków służyły finansowaniu tych organizacji. Same znaczki natomiast nie służyły, wbrew nazwie, korespondencji pocztowej.

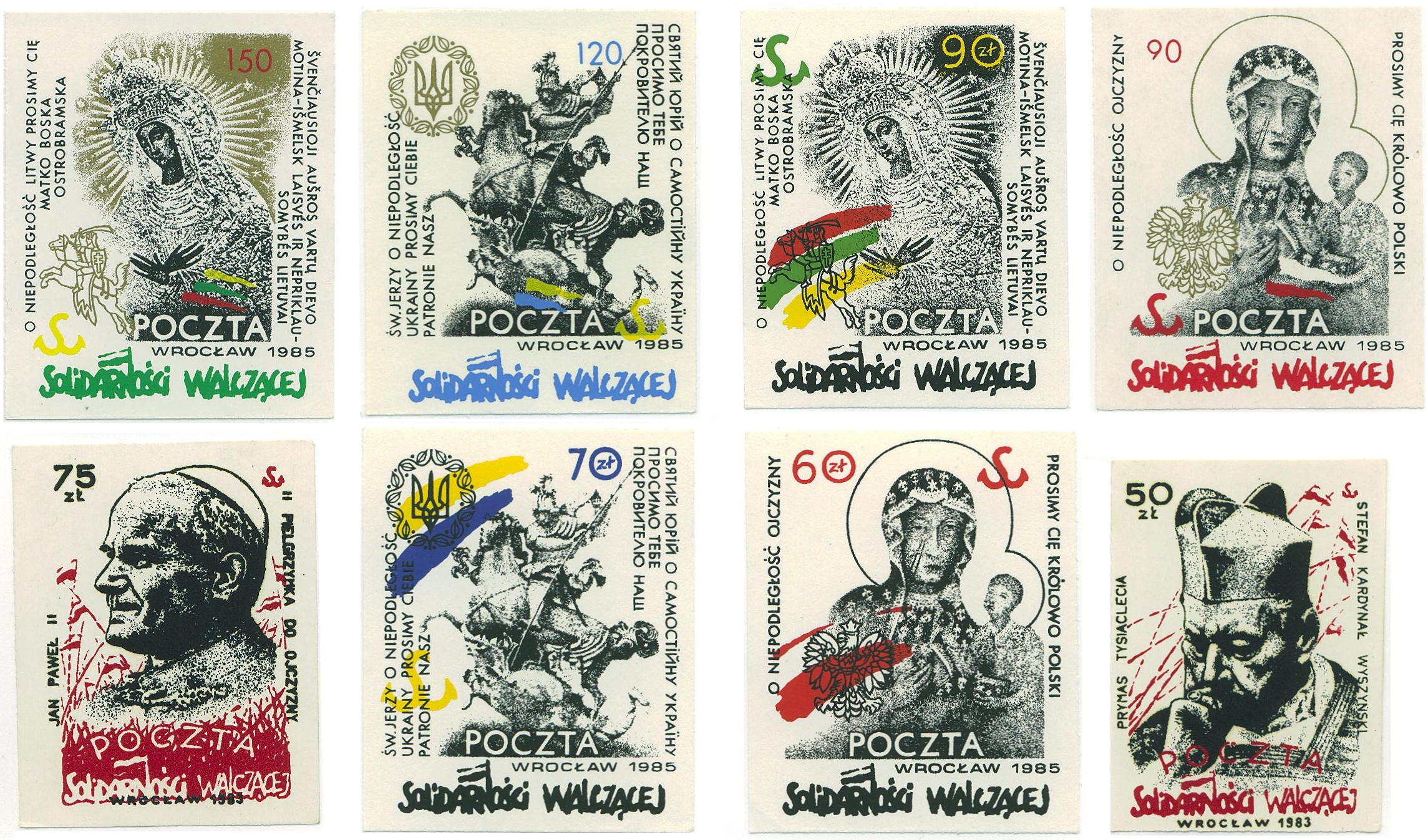
Seria znaczków "Poczty Solidarności Walczącej" z lat 1983-1985

- Poczta Solidarności
- Poczta Obozowa – Kwidzyn
- Poczta Obozowa – Strzebielinek
- Wydawnictwo Niezłomni NZS AM
- Poczta NZS
- Poczta Solidarności Walczącej
- Poczta KPN
- Poczta HLS w Nowej Hucie
- Wolna Poczta Gdańsk
- Niezależna Poczta Pomorza
- Poczta Podziemna
- Poczta Polowa (Solidarność)
- Poczta Niezależna